# No Limit (песня G-Eazy)
«No Limit» (с англ. — «Нет ограничений») — песня, записанная американским рэпером G-Eazy. Песня записана при участии хип-хоп исполнителей ASAP Rocky и Карди Би. Композиция была написана самими исполнителями совместно с Эдгаром Мачукой, Кленором Рафаэлем, Патриком Тейлором-Эрлсом, Джорданом Торпом, Алленом Риттером и Boi-1da, последние выступили в роли продюсеров. Песня вышла 8 сентября 2017 года на лейбле RCA Records в качестве лид-сингла с четвёртого альбома G-Eazy The Beautiful & Damned (2017). Ремикс-версия при участии French Montana, Belly и Juicy J  была выпущена 12 декабря 2017 года вместе с музыкальным видео.
Песня смогла достигнуть четвёртой позиции Billboard Hot 100, став самой высокой позицией G-Eazy и ASAP Rocky в данном чарте, а также вторым топ-5 для Карди Би.

## Чарты

### Еженедельные чарты
| Чарт (2017–18)                             | Пиковая позиция |
| ------------------------------------------ | --------------- |
| Австралия (ARIA)                           | 43              |
| Австрия (Ö3 Austria Top 40)                | 60              |
| Бельгия/Фландрия (Ultratip Bubbling Under) | 13              |
| Бельгия/Валлония (Ultratip Bubbling Under) | 22              |
| Канада (Billboard Canadian Hot 100)        | 7               |
| Чехия (Singles Digitál Top 100)            | 39              |
| Германия (GfK)                             | 63              |
| Греция (IFPI)                              | 6               |
| Венгрия (Stream Top 40)                    | 20              |
| Ирландия (IRMA)                            | 61              |
| Нидерланды (Single Top 100)                | 56              |
| Новая Зеландия (Recorded Music NZ)         | 21              |
| Португалия (AFP)                           | 41              |
| Словакия (Singles Digitál Top 100)         | 42              |
| Швеция (Sverigetopplistan)                 | 57              |
| Швейцария (Schweizer Hitparade)            | 54              |
| Великобритания (OCC UK Singles)            | 45              |
| США (Billboard Hot 100)                    | 4               |
| США (Billboard Hot R&B/Hip-Hop Songs)      | 2               |
| США (Billboard Pop Airplay)                | 36              |
| США (Billboard Rhythmic)                   | 1               |

| Чарт (2018)                           | Позиция |
| ------------------------------------- | ------- |
| Канада (Canadian Hot 100)             | 57      |
| США (Billboard Hot 100)               | 30      |
| США (Billboard Hot R&B/Hip-Hop Songs) | 18      |
| США (Billboard Rhythmic)              | 24      |

## Сертификации и продажи
| Регион                                                                      | Сертификация  | Продажи   |
| --------------------------------------------------------------------------- | ------------- | --------- |
| Австралия (ARIA)                                                            | Платиновый    | 70 000    |
| Канада (Music Canada)                                                       | 4× Платиновый | 320 000   |
| Дания (IFPI Danmark)                                                        | Золотой       | 45 000    |
| Германия (BVMI)                                                             | Золотой       | 200 000   |
| Новая Зеландия (RMNZ)                                                       | Золотой       | 15 000    |
| Польша (ZPAV)                                                               | Золотой       | 25 000    |
| Великобритания (BPI)                                                        | Золотой       | 400 000   |
| США (RIAA)                                                                  | 7× Платиновый | 7 000 000 |
| Данные о продажах + прослушиваниях приведены только на основе сертификации. |               |           |